# Midden-Duits voetbalkampioenschap 1908/09
In 1908/09 werd het achtste voetbalkampioenschap gespeeld dat georganiseerd werd door de Midden-Duitse voetbalbond. SC Erfurt werd kampioen en plaatste zich zo voor de eindronde om de Duitse landstitel. De club versloeg in de eerste ronde SC Alemannia Cottbus en verloor in de halve finale van Phönix Karlsruhe met 9-1. Tweevoudig landskampioen VfB Leipzig kon niet deelnemen aan de eindronde omdat de beslissende wedstrijd in Noordwest-Saksen tegen SpVgg 1899 Leipzig-Lindenau te laat plaatsvond, toen de eindronde al bezig was.

## Deelnemers aan de eindronde
| Club                         | Gekwalificeerd als            |
| ---------------------------- | ----------------------------- |
| Magdeburger FC Viktoria 1896 | Kampioen van Midden-Elbe      |
| VfB Leipzig                  | Kampioen van Noordwest-Saksen |
| Dresdner SC                  | Kampioen van Oost-Saksen      |
| Hallescher FC 1896           | Kampioen van Saale            |
| SC Erfurt 1895               | Kampioen van Thüringen        |
| FC Apelles Plauen            | Kampioen van Vogtland         |
| Chemnitzer BC                | Kampioen van Zuidwest-Saksen  |

## Eindronde

### Kwart finale
|               |                              |       |                    |             |
| 28 maart 1909 | Magdeburger FC Viktoria 1896 | 1 - 4 | Hallescher FC 1896 | Maagdenburg |
| 28 maart 1909 |                              |       |                    | Maagdenburg |

|              |                   |       |             |        |
| 9 april 1909 | FC Apelles Plauen | 1 - 3 | Dresdner SC | Plauen |
| 9 april 1909 |                   |       |             | Plauen |

|              |                |       |               |       |
| 9 april 1909 | SC Erfurt 1895 | 3 - 1 | Chemnitzer BC | Halle |
| 9 april 1909 |                |       |               | Halle |

### Halve Finale
|               |                |       |             |         |
| 18 april 1909 | SC Erfurt 1895 | 0 - 1 | Dresdner SC | Leipzig |
| 18 april 1909 |                |       |             | Leipzig |

Om een onbekende reden werd het resultaat geannuleerd en werd de wedstrijd opnieuw gespeeld. 
|               |                |       |             |       |
| 25 april 1909 | SC Erfurt 1895 | 7 - 2 | Dresdner SC | Halle |
| 25 april 1909 |                |       |             | Halle |

Hallescher FC 1896 had een bye. 

### Finale
|            |                |       |                    |         |
| 9 mei 1909 | SC Erfurt 1895 | 5 - 4 | Hallescher FC 1896 | Leipzig |
| 9 mei 1909 |                |       |                    | Leipzig |